# Alain Duret
 (juillet 2025).
Pour les articles homonymes, voir Duret.
Alain Duret, né le 29 octobre 1935 à Paris et mort le 13 avril 2020 à Vierzon (Cher), est un écrivain français.

## Biographie
Géographe de formation, il a enseigné dans un grand lycée parisien pendant la plus grande partie de sa carrière. Il est docteur en géostratégie de l'Université Paris-Sorbonne. Il a collaboré pendant près de trente ans au journal Le Monde, pour lequel il a réalisé, sous sa signature, plus de quarante titres du périodique Dossiers & Documents.
Sa production va d'essais de géopolitique à des romans de littérature générale, en passant par des ouvrages policiers et de science-fiction.
Il a publié une vingtaine de nouvelles de science-fiction dans diverses anthologies, et plus d'une centaine d'articles dans différents journaux. Une bibliographie très détaillée peut être consultée dans son ouvrage Aspects géostratégiques du monde postbipolaire.
Sociétaire de la SGDL et de la SCAM, il a assuré de 1981 à 1986 le secrétariat de la Charte des auteurs et des illustrateurs jeunesse.
Son œuvre tourne en grande partie autour des essais et des échecs de l'idéologie marxiste au XXe siècle, étant entendu que dans ses ouvrages de fiction l'aspect romanesque reste fondamental.
Alain Duret est mort le 13 avril 2020, à 84 ans.

## Publications
- A Lireuse, roman, Limonaire, 1978
- Pays et Gens de France, ouvrage collectif de Géographie, Larousse et Reader's Digest 1984, rééditions 1985 et 1986
- L'Histoire au jour le jour, ouvrage géopolitique collectif, Le Monde, 1986, rééditions 1992 et 1997 ; réédition La Découverte, 1987
- Les Années froides, roman, Belfond, 1986
- Le ciel est par-dessus le toit, roman de science-fiction, Aurore, 1989
- Moyen-Orient, crises et enjeux, essai de géopolitique, Le Monde-Hachette-Marabout, 1994, réédition, 1995. Édition en espagnol, Salvat, 1995
- La Nouvelle Menace nucléaire, essai de géopolitique, Le Monde-Hachette-Marabout, 1996
- Kronikes de la Fédérasion, cycle de science-fiction, Lefrancq Bruxelles, 1997
- Israël-Palestine, un destin partagé, ouvrage géopolitique collectif, Le Monde, 1997
- Le Meilleur Tireur de l'Est, roman policier, Naturellement, 1999
- La Conquête spatiale, du rêve au marché, Gallimard, 2002
- Aspects géostratégiques du monde postbipolaire, essai géopolitique, Éditions universitaires européennes, 2010
- Les Occidentaux, roman, Delatour France, 2011
- Mars est encore loin, essai  géopolitique, Delatour France, 2012
- La Banane, thriller, Delatour France, 2016